# 浜田洋平
浜田 洋平（はまだ ようへい、5月9日 - ）は、日本の男性声優。神奈川県出身。

## 略歴
声優になろうと思ったきっかけは、現実逃避という理由で、中学3年生の時に影響を受けた作品は『爆走兄弟レッツ&ゴー!!』。 
日本ナレーション演技研究所卒業。映像テクノアカデミア出身。アーツビジョン所属。

## 人物
趣味・特技としてギター、カラオケ、舞台、音楽鑑賞、読書、将棋を挙げている。
元プロ野球選手、コーチとして東映フライヤーズに所属した浜田義雄は祖父。

## 出演
太字はメインキャラクター。

### テレビアニメ
2014年
- さばげぶっ!（駅員）

2015年
- 名探偵コナン（2015年 - 2020年、刑事、松田巧、従業員）
- バトルスピリッツ 烈火魂（2015年 - 2016年、弟子A、赤バトラー、観戦者F、緑バトラー、対戦者、信州MC、観客A）
- 食戟のソーマ（男子学生A、男子生徒E、男子生徒D）
- 機動戦士ガンダム 鉄血のオルフェンズ（少年兵）

2016年
- 無彩限のファントム・ワールド（生徒）
- SUPER LOVERS（男子生徒）
- 不機嫌なモノノケ庵（男子A）
- 美男高校地球防衛部LOVE!LOVE!（生徒）
- カードファイト!! ヴァンガードG NEXT（2016年 - 2017年、松井、ケイン、ファイター、アタゴロード 他）
- パズドラクロス（2016年 - 2018年、隊員、研究員、従者、SDF隊員）
- ガーリッシュ ナンバー（りゅーりゅー制作AP、ラインP、カップル男）
- ドリフターズ（エルフ）

2017年
- MARGINAL＃4 KISSから創造るBig Bang（陸上部員）
- 風夏（観客）
- つぐもも（2017年 - 2020年、教師、大門ひろし、三河みつお、玄斧、三船 他） - 2シリーズ
- バトルガール ハイスクール（ウォルフ、イロウス）
- ゲーマーズ!（男子生徒）
- 僕の彼女がマジメ過ぎるしょびっちな件（男子生徒）
- 血界戦線 & BEYOND（パーティーの客、ライブラ戦闘員、アルダマハエル・ジ・ジルラヒア・オル・ザルツマイロロス 他）
- クジラの子らは砂上に歌う（男）
- ブレンド・S（客）
- 戦刻ナイトブラッド（兵士）

2018年
- デスマーチからはじまる異世界狂想曲（同僚、店主、ウース、トラザユーヤ・ボルエナン、鼠人族 他）
- 三ツ星カラーズ（警備員）
- 重神機パンドーラ（兵士）
- パズドラ（観客）
- 音楽少女（スタッフ、カメラマン、青年、司会者、音楽少女ファン）
- ベルゼブブ嬢のお気に召すまま。（バティン）
- 爆釣バーハンター（鯛野キンメ）

2019年
- 盾の勇者の成り上がり（行商人、村人、村長、兵士、亜人 他）
- ぼくたちは勉強ができない（男生徒A）
- 荒ぶる季節の乙女どもよ。（編集者、男性編集者、男子生徒）
- 女子高生の無駄づかい（ゲームセンターの男1）
- 通常攻撃が全体攻撃で二回攻撃のお母さんは好きですか?（モブキャラ）
- ポチっと発明 ピカちんキット（バッグマンJ）
- あひるの空（生徒、チームメイト）
- ハイスコアガールII（客D）

2020年
- 群れなせ!シートン学園（園芸部・部員、生徒会・リサーチ班長、生徒会・執行部員、陸獣♂、気象予報士♂ 他）
- 理系が恋に落ちたので証明してみた。（イケメン）
- 恋する小惑星（佐藤良紀）
- かぐや様は告らせたい?〜天才たちの恋愛頭脳戦〜（女生徒たち）
- ミュークルドリーミー（審判A、審判）
- 恋とプロデューサー〜EVOL×LOVE〜（AD）
- NOBLESSE -ノブレス-（加瀬学）
- ツキウタ。 THE ANIMATION2（伊車六価、兵士）

2021年
- ゲキドル（スタッフ、観客）
- 究極進化したフルダイブRPGが現実よりもクソゲーだったら（ゴブリン）
- takt op.Destiny（住民、通行人、警備員A、ニュースキャスター、兵士）
- Deep Insanity THE LOST CHILD（隊員B）
- カードファイト!! ヴァンガード overDress（2021年 - 2022年、男、メンバー） - 2シリーズ
- 境界戦機（ヤタガラス隊員）

2022年
- ありふれた職業で世界最強（2022年 - 2024年、海人族兵士D、ハウリア族） - 2シリーズ
- 魔法使い黎明期（魔法学校の生徒、診療所の所長、貴族、指揮官）
- 東京ミュウミュウ にゅ〜♡（客）
- 新米錬金術師の店舗経営（ギル）
- 虫かぶり姫（家臣）

2023年
- お隣の天使様にいつの間にか駄目人間にされていた件（男子生徒）
- イジらないで、長瀞さん 2nd Attack（兵士A）
- 弱虫ペダル LIMIT BREAK（観客）
- 機動戦士ガンダム 水星の魔女（幕僚）
- シャドウバースF（子供の父）
- 無職転生 II 〜異世界行ったら本気だす〜（男子生徒）
- ラグナクリムゾン（街の人々）
- ビックリメン（従業員A）
- 呪術廻戦 懐玉・玉折/渋谷事変（改造人間、一般人）
- アンデッドアンラック（ユニオン隊員）
- デッドマウント・デスプレイ（火吹き蟲、男）

2024年
- 僕の心のヤバイやつ（店員、新入りバイト）
- 異世界でもふもふなでなでするためにがんばってます。（ヒールラン・デュト）
- ぶっちぎり?!（シグマスクワッド、男子生徒）
- 怪異と乙女と神隠し（編集者）
- 黒執事 -寄宿学校編-（学生）
- 転生したらスライムだった件（デブラ）
- デリコズ・ナーサリー（住民、門番）
- トリリオンゲーム（就活生、ゴップロの黒服）
- らんま1/2 (2024)（男子、きいち、同心）
- 2.5次元の誘惑（オタク男子）

2025年
- 魔神創造伝ワタル（村人）
- 炎炎ノ消防隊 参ノ章（キャスター、白装束、住民）
- Summer Pockets（加納天善）
- 帝乃三姉妹は案外、チョロい。（一般人）
- 光が死んだ夏（男子生徒）

### 劇場アニメ
- RedAsh -GEARWORLD-（2017年、ディナイ）
- ひるね姫 〜知らないワタシの物語〜（2017年）
- 夜は短し歩けよ乙女（2017年、男子学生）
- GODZILLA（2018年、兵士）- 2作品
- コードギアス 復活のルルーシュ（2019年、兵士）
- トラペジウム（2024年）

### OVA
- エリートジャック!!（2014年、野口秀一朗）
- 機動戦士ガンダム THE ORIGIN（2016年、学生）
- 無彩限のファントム・ワールド「水玉の奇跡」（2016年、生徒）[注 1]
- デジモンアドベンチャー tri. 第6章「ぼくらの未来」（2018年）

### Webアニメ
- ホイッスル!（ボイスリメイク版）（2016年、天野聖夜[9]）
- THE KING OF FIGHTERS: DESTINY（2017年、ギース・ハワード〈少年期〉）
- ULTRAMAN（2019年、佐伯）
- ぶらどらぶ（2021年、拷問部部員）

### ゲーム
2014年
- 戦場のウエディング
- FantasyxRunners2（カルタ剣士イザーク）

2015年
- 創作アリスと王子さま!（風丘翔）
- ロイヤルフラッシュヒーローズ（"死神の影"アレクシス）

2016年
- 天空のクラフトフリート（ケント）
- .hack//New World（ミルマース）
- パズルワンダーランド（ロイス）

2017年
- 白猫プロジェクト (サリム・クーパー)

2018年
- Summer Pockets（加納天善）

2019年
- 剣が刻（由比正雪）

2020年
- ボク姫PROJECT（♂マスク2号）
- ライフ イズ ストレンジ2（ショーン・ディアス）
- Summer Pockets REFLECTION BLUE（加納天善）
- OCTOPATH TRAVELER 大陸の覇者
- ゼルダ無双 厄災の黙示録

2021年
- テイルズ オブ アライズ

2022年
- SDガンダム バトルアライアンス（プレイヤー）

2023年
- ストリートファイター6（市民）
- 信長の野望 出陣（尼子晴久、加藤嘉明、丹羽長秀）
- アーマード・コアVI ファイアーズオブルビコン（ルビコン解放戦線 アーシル）

### ドラマCD
- アイドルマスター ワンフォーオール（2014年、AD）
- 厨病激発ボーイ（2015年、中村和博）
- Summer Pockets（2018年、加納天善） - 2作品[一覧 4]

### オーディオブック
- LisBo
  - 墨丸（2018年[21]、松井六弥 [22]）
  - 夜の辛夷（2019年[23]、亭主 [24]）
- audible
  - 稼ぐ言葉の法則 「新・PASONAの法則」と売れる公式41（2020年、朗読[25]）
- Kikubon
  - 一房の葡萄（2020年、朗読[26]）
  - アラビヤンナイト アラジンとふしぎなランプ（2020年、朗読[27]）
  - イワンの馬鹿（2020年、朗読[28]）
- audiobook.jp
  - ひと（2020年、高瀬涼[29]）

### テレビドラマ
- 孤独のグルメ 2020 大晦日スペシャル～俺の食事に密はない、孤独の花火大作戦!～（2020年12月31日、岡田）

### 吹き替え

#### 映画
- アフター
- インシディアス
- インビジブル・シスター[30]
- 君の名前で僕を呼んで（パーティー男子4[31]）
- 白い沈黙
- ティーン・ビーチ 2（デヴォン）
- バッド・ヘア・デー
- ビフォア・アイ・フォール
- ブラック・ビューティー（マット）
- U.M.A レイク・プラシッド3
- ワイルド・スピード/スーパーコンボ（レルモトフ〈ジョン・マクドナルド〉[32]）

#### テレビドラマ
- GRIMM/グリム
- ゴーティマー・ギボン 〜ふしぎな日常〜
- THE BIBLE〜選ばれし者たちの歴史物語〜
- ジェシー!
- NCIS 〜ネイビー犯罪捜査班
- Between/ビトゥィーン（アダム）
- 秘密の扉（フンボク）
- マルコ・ポーロ
- Major Crimes 〜重大犯罪課
- レイ・ドノヴァン ザ・フィクサー（コナー）
- ワンス・ア・ポン・ア・タイム

#### アニメ
- Call Star -ボクは本当にダメな星?-（プリンター、風船、グラサン男）
- サンダーバード ARE GO
- セイディ・スパークス
- ペンギンズ FROM マダガスカル ザ・ムービー（ゴンドリエ[33]）
- 弱虫スクービーの大冒険
- 龍族 -The Blazing Dawn-（学生）

### その他
- 【獣神化・改】アンデルセン SPECIAL MOVIE（2025年、客）